# Xanthopimpla arealis
Xanthopimpla arealis är en stekelart som beskrevs av Krieger 1899. Xanthopimpla arealis ingår i släktet Xanthopimpla och familjen brokparasitsteklar. Inga underarter finns listade i Catalogue of Life.